# Tory Lanez
Daystar Shemuel Shua Peterson (Brampton, 27 de Julho de 1992), mais conhecido pelo nome artístico Tory Lanez, é um rapper, cantor, compositor e produtor musical canadense. Ele recebeu o reconhecimento inicial através da mixtape Conflicts of My Soul: The 416 Story, lançada em Agosto de 2013. Em 2015, Tory Lanez assinou com o produtor musical Benny Blanco na editora discográfica Mad Love, subsidiária da distribuidora Interscope.
O álbum de estreia de Lanez, I Told You (2016), incluiu os singles "Say It" e "Luv", que alcançaram os 23.º e 19.º lugares na tabela musical oficial de canções dos Estados Unidos, respectivamente. Em 2018, Lanez lançou seu segundo e terceiro álbuns de estúdio, Memories Don't Die e Love Me Now ?. Seu quarto álbum de estúdio, Chixtape 5 (2019), alcançou a posição número dois na tabela de álbuns dos Estados Unidos. No ano seguinte, ele lançou seu quinto álbum de estúdio, Daystar (2020) que estreou na posição de número 10 na Billboard 200 e apresentou respostas polêmicas às acusações de ele atirar na rapper Megan Thee Stallion no início daquele ano.
Lanez ganhou e foi indicado para vários prêmios. Ele recebeu uma indicação ao Grammy por sua canção "LUV", bem como quatro Juno Awards.

## Infância
Daystar Shemuel Shua Peterson nasceu em 27 de julho de 1992 em Brampton, Ontário, Canadá, filho de pai Bajan, Sonstar, e mãe de Curaçao, Luella. A família morou em Montreal, antes de se mudar para Miami, Flórida. Daystar era conhecido por praticar e refinar suas habilidades no rap ao longo de sua infância, antes de descobrir tragicamente que sua mãe havia morrido devido a uma doença rara. Após a morte de sua mãe, seu pai começou a trabalhar como ministro ordenado e missionário, fazendo com que ambos se mudassem com frequência pelos Estados Unidos. O pai de Daystar casou-se novamente e a família mudou-se para Atlanta, Geórgia, onde Daystar conheceu seu amigo Hakeem, que na época era zelador. O apelido de Daystar, "Lanez", foi dado a ele por Hakeem, como um comentário sobre as tendências de busca de emoções de Daystar, que às vezes o viam vagando pela rua brincando nas pistas.
Em 2006, ele foi enviado para morar com seu primo Dahir Abib, Orane Forrest, na Jamaica, Queens, Nova York, por causa de seus problemas de comportamento. Daystar foi então forçado a se mudar para Toronto com sua avó. Como ela se recusou a cuidar dele, ele ficou sozinho aos 15 anos. "Acabei me mudando para o centro da cidade com esses três caras que eu não conhecia direito. Entrei em casa e não sabia como as coisas funcionaram. Dos quinze aos dezoito anos, eu estava lutando contra eles. Era cada um por si. Isso é o que me fez um homem, ter que me defender e estar em uma situação em que não há pai, avó e mãe para te ajudar. Mudou a pessoa que sou hoje ”, diz. Ele então começou a fazer rap novamente, antes de se dar o apelido de Notorious (que é uma referência ao falecido rapper Notorious B.I.G., a quem ele idolatrava), e adotou seu novo apelido de "Tory Lanez". Aos 16 anos, Daystar largou a décima série e começou a se apresentar em concertos ao ar livre. Aos 17 anos, Daystar começou a cantar, o que o interessou. No entanto, ele nunca fez nenhum treinamento vocal. Daystar também atende pelo nome de Argentina Fargo. Em uma entrevista, ele disse: "Quando eu coloco estrangeiros e bancos juntos, é como dinheiro estrangeiro. Eu sou um cara canadense, andando pela América. Quando você olha para mim, é como olhar para dinheiro estrangeiro. Então, eu me chamo de Argentina Fargo - como dinheiro estrangeiro." Entre suas inspirações musicais enquanto crescia, Lanez cita Brandy e Ray J.

## Questões Legais
Em 26 de março de 2016, durante um show em Midland, Texas, ocorreram violentos confrontos entre as forças de segurança e os frequentadores do show. Lanez então começou a dizer à multidão para "ir se foder", o que incitou um tumulto total e forçou a polícia a encerrar o show. Várias pessoas foram presas. Os promotores do local e do show consideraram ações judiciais contra Lanez.

### 2020: Tiros contra Megan Thee Stallion

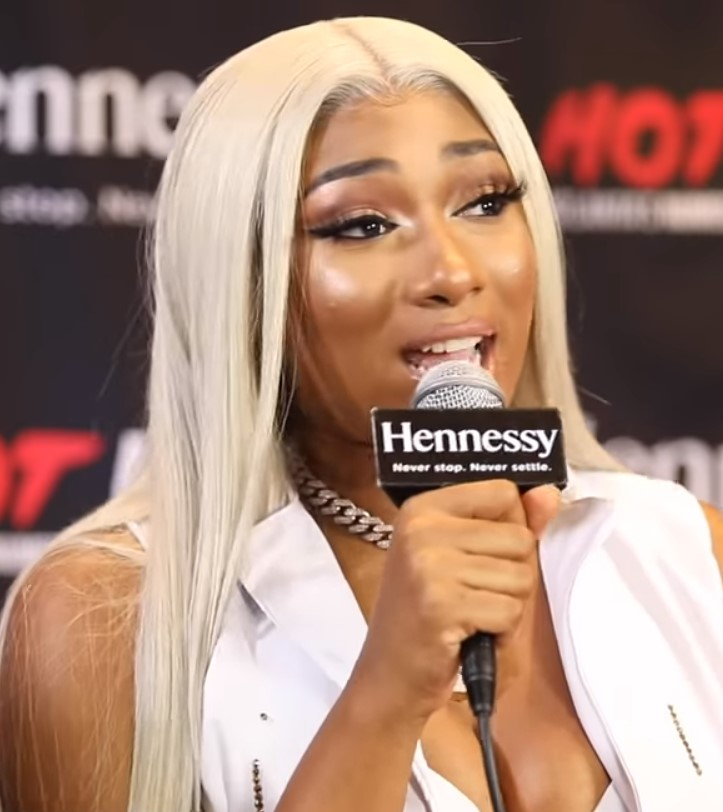
Megan Thee Stallion, acusou Tory Lanez de atirar nela.

Em 12 de julho de 2020, depois de sair de uma festa em casa onde houve uma discussão que resultou em violência, Lanez foi preso em Hollywood Hills e acusado de portar uma arma escondida em seu veículo. Outra artista de rap, Megan Thee Stallion, também estava no carro e foi inicialmente relatada como tendo um ferimento no pé causado por vidro. No entanto, em um post no Instagram, Megan posteriormente contestou, afirmando que ela foi operada após sofrer "ferimentos a bala, em consequência de um crime que foi cometido contra mim e feito com a intenção de me machucar fisicamente". Na ocasião, ela não informou quem atirou nela. Em uma live no Instagram, em agosto de 2020, Megan afirmou que foi baleada por Lanez durante este incidente. Ela também expressou suas opiniões contra sua equipe de publicitários, dizendo: "Você atirou em mim e fez seu publicitário e seu pessoal irem a esses blogs mentir. Pare de mentir. Por que mentir?"
Em 29 de setembro de 2020, após respostas negativas a Lanez de certas publicações, o rapper afirmou no Instagram que sites de notícias lançaram uma campanha de difamação contra ele, afirmando que ele "nunca viu publicações verificadas ... vêm junto com opiniões 'tendenciosas' para uma campanha de difamação sobre o artista", e questionando quem está "pagando" eles. Em outubro de 2020, Lanez foi oficialmente acusado criminalmente por agressão com arma de fogo semiautomática, uso pessoal de arma de fogo e porte de arma carregada não registrada em um veículo. Ele também enfrenta a alegação de que pessoalmente causou graves lesões corporais com uma arma. Se for condenado, Lanez pode pegar uma sentença máxima possível de 22 anos e oito meses na prisão estadual. Ele deveria ser convocado em 13 de outubro, mas foi adiado para 18 de novembro, depois que o advogado de Lanez pediu a prorrogação. Uma ordem de proteção foi emitida contra Lanez; ele deve ficar a pelo menos 100 metros de distância de Megan e não entrar em contato com ela. Ele também foi obrigado a entregar todas as armas que possui. Em um artigo de opinião para o The New York Times, publicado em 13 de outubro de 2020, Megan abordou ainda mais o tiroteio, escrevendo: "Mulheres negras ainda são constantemente desrespeitadas e desconsideradas em muitas áreas da vida. Recentemente, fui vítima de um ato de violência por parte de um homem. Depois de uma festa, levei dois tiros quando "terminei" com ele. Não estávamos em um relacionamento. Na verdade, fiquei chocado por ter acabado naquele lugar".
De acordo com o MRC Data, depois que Megan afirmou que Lanez atirou nela, seus números de streaming diminuíram significativamente de cerca de 30 milhões em junho de 2020 para cerca de 9 milhões. Posteriormente, Kehlani anunciou que removeria o verso de Lanez em sua canção "Can I"; Lanez não apareceu no videoclipe da música. 
Em abril de 2022, Lanez foi preso por violar uma ordem de proteção relacionada ao caso; ele foi solto pouco depois de pagar sua fiança de US$ 350.000. No dia 13 de dezembro, Megan Thee Stallion testemunhou no julgamento contra as agressões sofridas por Lanez revivendo os eventos traumáticos. Em 23 de dezembro, o júri condenou Lanez por três acusações criminais em relação ao tiroteio: agressão com arma semiautomática, porte de arma de fogo carregada e não registrada em um veículo e disparo de arma de fogo com negligência.Lanez, que foi julgado em Los Angeles, foi levado para a prisão imediatamente após a condenação. Uma audiência para definir a sentença está marcada para 27 de janeiro de 2023.
Em 8 de agosto de 2023, Lanez foi condenado a 10 anos de prisão por atirar nos pés de Megan Thee Stallion, depois de uma discussão em 2020.

## Discografia

### Álbuns de estúdio
- I Told You (2016)
- Memories Don't Die (2018)
- Love Me Now?[27]  (2018)
- Chixtape 5 (2019)
- Daystar[28] (2020)
- Loner (2020)
- PLAYBOY (2021)
- Alone At Prom (2021)
- Sorry 4 What (2022)
- Alone at Prom Deluxe Edition (2023)
- Lost Cause (2024)
- PETERSON (2025)

### Mixtapes
- T.L 2 T.O
- Playing for Keeps
- Just Landed
- One Verse One Hearse
- Mr. 1 Verse Killah
- Mr. Peterson[29]
- Chixtape[30]
- Swavey
- Ignant Shit
- Sincerely Tory[31]
- Conflicts of My Soul: The 416 Story
- Chixtape II
- Lost Cause
- Chixtape III
- The New Toronto
- Chixtape IV[32]
- The New Toronto 2[32]
- The Bag
- International Fargo
- The New Toronto 3 (2020)
- Playboy Capsule (2021)

### EP's
- Cruel Intentions
- VVS Capsule[33]
- Loner (2021)

## Prêmios e nomeações
| Ano  | Prêmio                  | Categoria                       | Nomeação        | Resultado |
| ---- | ----------------------- | ------------------------------- | --------------- | --------- |
| 2015 | Much Music Video Awards | Melhor Clipe de Hip Hop         | "Henny in Hand" | Indicado  |
| 2016 | BET Awards              | Melhor Artista Revelação        | Himself         | Indicado  |
| 2016 | BET Hip Hop Awards      | Melhor Artista Revelação        | Himself         | Indicado  |
| 2016 | MOBO Awards             | Melhor Atuação Internacional    | Himself         | Indicado  |
| 2016 | Soul Train Music Awards | Melhor artista revelação        | Himself         | Indicado  |
| 2017 | Grammy Awards           | Melhor música R&B               | "Luv"           | Indicado  |
| 2017 | Juno Awards             | Escolha do Público              | Himself         | Indicado  |
| 2017 | Juno Awards             | Artista Revelação do Ano        | Himself         | Indicado  |
| 2017 | Juno Awards             | Gravação de Rap do ano          | "Shooters"      | Venceu    |
| 2019 | NAACP Image Awards      | Melhor Artista Revelação        | Himself         | Indicado  |
| 2019 | Juno Awards             | Escolha do Público              | Himself         | Indicado  |
| 2019 | Juno Awards             | Artista do Ano                  | Himself         | Indicado  |
| 2019 | Juno Awards             | Gravação de Rap                 | Love Me Now?    | Venceu    |
| 2019 | BET Hip Hop Awards      | Melhor Flow Internacioal        | Himself         | Indicado  |
| 2019 | Juno Awards             | Escolha do Público              | Himself         | Indicado  |
| 2019 | Juno Awards             | Artista do Ano                  | Himself         | Indicado  |
| 2019 | Juno Awards             | Melhor Gravação de Rap          | Freaky          | Venceu    |
| 2020 | Juno Awards             | Melhor gravação R&B/Soul do Ano | Chixtape 5      | Indicado  |
| 2020 | Juno Awards             | Melhor gravação R&B/Soul do Ano | Feel It Too     | Venceu    |